# Andy Starr
 (septembre 2019).
Si vous disposez d'ouvrages ou d'articles de référence ou si vous connaissez des sites web de qualité traitant du thème abordé ici, merci de compléter l'article en donnant les références utiles à sa vérifiabilité et en les liant à la section « Notes et références ».
Franklin Delano Gulledge, plus connu sous le pseudonyme d’Andy Starr, né le 21 octobre 1932 à Combs, dans l'Arkansas aux États-Unis et mort  le 12 septembre 2003 à Elkins dans l'Arkansas, est un musicien et homme politique américain.

## Carrière
Il fait ses débuts en 1954 pour le label Lin Records. Guitariste, il joue avec David Ray Smith & The Strikes. Il enregistre de la country sous le nom de Frank Andy Starr And The Rock-A-Way-Boys ainsi que des morceaux de rockabilly.
Après son service militaire en Corée, Frank travaille comme facteur en Californie, puis au Texas. Après un passage à Las Vegas, il se marie en 1954 avec Wayne Russel. Après un show effectué pour la station KDSX à Denison, le directeur de cette station l'envoie à Gainesville pour y approcher Joe Leonard qui sera impressionné par sa première session en 1955. Il interprète notamment quatre morceaux, dont Dig Them Squeaky Shoes et The Dirty Bird Song, sous le nom de Frankie Starr. Il existait cependant un autre Frankie Starr à Phoenix d’où le changement de nom en Andy Starr. 
En janvier 1956, il rejoint le label RCA Victor, puis MGM Records un peu plus tard où il interprète deux chansons, dont Give Me A Woman qui deviendra un hit country sur la station KXLA de Pasadena en Californie. Il séjourne pendant cinq ans en Alaska qu’il quitte en 1965. Il réalise des morceaux de country pour le label Starr de Kingston, dans l’Idaho. 
En 1974, il devient sénateur pour l’État de l’Idaho. Il envisage même en 1978 de se présenter comme candidat à la présidence des États-Unis, pour le camp des démocrates, puis à nouveau en 1992, mais un autre homme politique de l’Arkansas, Bill Clinton, lui ravit la vedette. Andy effectue un dernier album, Starr Struck en 2002.
Il meurt à l'âge de 70 ans. Le célèbre label allemand Bear Family Records a mis en pressage la plupart de ses titres.

## Discographie
| 1955 | Dig Them Squeaky Shoes / The Dirty Bird Song   | Lin Records     |  |  |  |
| 1955 | Tell Me Why / For The Want Of Your Love        | Lin Records     |  |  |  |
| 1956 | Rockin' Rollin' Stone / I Wanna Go South       | MGM Records     |  |  |  |
| 1956 | She's a Going Jessie / Old Deacon Jones        | MGM Records     |  |  |  |
| 1956 | Round and Round / Give Me A Woman              | MGM Records     |  |  |  |
| 1957 | One More Time / No Room For Your Kind          | MGM Records     |  |  |  |
| 1957 | Do It Right Now / I Waited For You To Remember | Kap Records     |  |  |  |
| 1961 | Evil Eye / Knees Shakin'                       | Holiday Records |  |  |  |
| 1962 | Little Bitty Feeling / Lost In A Dream         | Holiday Records |  |  |  |
| 1963 | Me and The Fool / Pledge Of Love               | Lin Records     |  |  |  |
|      |                                                |                 |  |  |  |